# Fussball Club Südtirol 2017-2018
Questa voce raccoglie le informazioni riguardanti il Fussball Club Südtirol nelle competizioni ufficiali della stagione 2017-2018.

## Stagione
Nella stagione 2017-2018 il Sudtirol disputa il girone di B del campionato di Serie C, raccoglie 55 punti con il secondo posto finale, alle spalle del promosso Padova vincitore del torneo con 63 punti. La squadra altoatesina allenata da Paolo Zanetti parte lenta ma costantemente in crescita. Al termine del girone di andata ha 24 punti, intruppata a metà classifica. Nel girone di ritorno è un rullo compressore, fa meglio di tutti i concorrenti, ottiene 31 punti, che la piazzano al secondo posto. Nei Play-off grazie al piazzamento scende in campo nel secondo turno della fase nazionale, affrontando la Viterbese, (2-2) a Viterbo e vittoria (2-0) al Druso, nella semifinale affronta il Cosenza, che perde a Bolzano (1-0), ma il 10 giugno a Cosenza si rifà vincendo (2-0) eliminando i biancorossi. Lo svizzero Rocco Costantino, preso dalla Vis Pesaro, con 13 reti è stato il miglior realizzatore. Nella Coppa Italia di Serie C il Sudtirol ad agosto disputa il girone B di qualificazione, che ha promosso la Triestina.

## Divise e sponsor
Il fornitore di materiale tecnico per la stagione 2017-2018 è Boxeur Des Rues, che subentra a Garman; in virtù di ciò vengono dismesse le maglie esterna e interna in uso dal 2013 (progettate dal grafico Antonino Benincasa).
La divisa casalinga è bianca, solcata sul petto da una banda rossa che sfuma in un motivo a pallini da sinistra verso destra. Lo stesso motivo connota gli inserti sui fianchi ("pieni" sotto le ascelle e sfumati verso il basso) e sulle spalle, che si dipartono dallo scollo rosso e si diradano verso i giromanica, parimenti rossi.
Nera senza particolari orpelli è la maglia esterna, mentre i portieri hanno a disposizione anche un completo rosso, anch'esso privo di finiture significative.
Gli sponsor ufficiali di maglia sono Duka, il cui marchio appare al centro delle divise, Südtirol sulla manica sinistra e Alperia sulla parte sinistra del petto.
| Casa | Trasferta | Portiere |

## Organico

### Rosa
Aggiornata al 1º febbraio 2018.
| N. |                     | Ruolo | Calciatore             |
| -- | ------------------- | ----- | ---------------------- |
| 1  | Italia (bandiera)   | P     | Daniel Offredi         |
| 2  | Italia (bandiera)   | D     | Filippo Sgarbi         |
| 3  | Italia (bandiera)   | D     | Paolo Frascatore       |
| 4  | Italia (bandiera)   | C     | Luca Bertoni           |
| 5  | Francia (bandiera)  | D     | Kévin Vinetot          |
| 6  | Italia (bandiera)   | C     | Jérémie Broh           |
| 7  | Italia (bandiera)   | C     | Michael Cia            |
| 8  | Austria (bandiera)  | C     | Renny Smith            |
| 9  | Svizzera (bandiera) | A     | Rocco Costantino       |
| 10 | Italia (bandiera)   | C     | Hannes Fink (capitano) |
| 11 | Italia (bandiera)   | D     | Andrea Zanchi          |
| 12 | Italia (bandiera)   | P     | Andrea D'Egidio        |
| 13 | Italia (bandiera)   | D     | Marco Baldan           |
| 14 | Italia (bandiera)   | C     | Luca Berardocco        |

| N. |                           | Ruolo | Calciatore           |
| -- | ------------------------- | ----- | -------------------- |
| 15 | Costa d'Avorio (bandiera) | C     | Serge Cess           |
| 16 | Italia (bandiera)         | C     | Andrea Boccalari     |
| 17 | Ghana (bandiera)          | A     | Emmanuel Gyasi       |
| 18 | Italia (bandiera)         | D     | Filippo Carella      |
| 19 | Italia (bandiera)         | D     | Luca Oneto           |
| 20 | Italia (bandiera)         | A     | Alessandro Gatto     |
| 21 | Italia (bandiera)         | C     | Fabian Tait          |
| 22 | Italia (bandiera)         | P     | Simone Tononi        |
| 23 | Nicaragua (bandiera)      | A     | Kayro Flores Heatley |
| 24 | Italia (bandiera)         | C     | Marco Berardi        |
| 25 | Italia (bandiera)         | C     | Yuri Salvaterra      |
| 27 | Italia (bandiera)         | A     | Leonardo Candellone  |
| 28 | Croazia (bandiera)        | D     | Martin Erlić         |
| 30 | Italia (bandiera)         | D     | Alessandro Roma      |

### Staff tecnico
Area tecnica
- Paolo Zanetti - Allenatore
- Alberto Bertolini - Allenatore in seconda
- Cristian Zenoni - Collaboratore tecnico
- Marco Montresor - Collaboratore tecnico
- Fabio Trentin - Preparatore atletico
- Reinhold Harrasser, Nicola Maffoni - Preparatori dei portieri
- Emiliano Bortoluzza - Team manager

Area sanitaria
- Daniel Peruzzo - Recupero infortuni
- Roberto Riccamboni - Medico sociale
- Mattia Zambaldi, Michele Morat - Fisioterapisti
- Luca Palmino, Michele Soldà - Collaboratori di spogliatoio

## Risultati

### Serie C Girone B

#### Girone di andata
| Arbitro: | Moriconi (Roma) |

|         |           |  |
| Cia 66’ | Marcatori |  |

| Arbitro: | Mantelli (Brescia) |

|                                        |           |        |
| Gerardi 27’ Martignago 43’ Ciurria 54’ | Marcatori | 8’ Cia |

| Arbitro: | Feliciani (Teramo) |

|                    |           |                                 |
| Fink 59’ Gyasi 65’ | Marcatori | 74’ Lupoli 84’ (rig.) Sansovini |

| Arbitro: | Ayroldi (Molfetta) |

|                       |           |                |
| Bracaletti 68’ (rig.) | Marcatori | 32’ Costantino |

| Arbitro: | Guarnieri (Empoli) |

|                         |           |                       |
| Berardocco 90+2’ (rig.) | Marcatori | 12’ Laurenti 81’ Diop |

| Arbitro: | Rutella (Enna) |

|                |           |  |
| U. Cazzola 63’ | Marcatori |  |

| 4 ottobre 2017 7ª giornata | Südtirol | – Gara non disputata per l'esclusione del Modena dal campionato | Modena |  |

| Arbitro: | Santoro (Messina) |

|                                      |           |                  |
| Capello 43’ (rig.), 49’ Contessa 87’ | Marcatori | 12’ (aut.) Bindi |

| Arbitro: | Fontani (Siena) |

|                                                                                  |           |  |
| Berardocco 13’ (rig.) Costantino 39’, 42’ Frascatore 60’ (rig.) Gyasi 69’ (rig.) | Marcatori |  |

| Meda 22 ottobre 2017, ore 14:30 CEST 10ª giornata | Renate             | 0 – 0 referto | Südtirol | Stadio Città di Meda (270 spett.)\| Arbitro: \| Marcenaro (Genova) \| |
| Arbitro:                                          | Marcenaro (Genova) |               |          |                                                                       |

| Arbitro: | Cascone (Nocera Inferiore) |

|                       |           |  |
| D. Bianchi 78’ (aut.) | Marcatori |  |

| Teramo 5 novembre 2017, ore 14:30 CET 12ª giornata | Teramo                   | 0 – 0 referto | Südtirol | Stadio Gaetano Bonolis (1 815 spett.)\| Arbitro: \| Pashuku (Albano Laziale) \| |
| Arbitro:                                           | Pashuku (Albano Laziale) |               |          |                                                                                 |

| Arbitro: | Prontera (Bologna) |

|  |           |           |
|  | Marcatori | 81’ Erlić |

| Arbitro: | Meleleo (Casarano) |

|                |           |                   |
| Costantino 28’ | Marcatori | 56’ (aut.) Sgarbi |

| Arbitro: | Ricci (Firenze) |

|  |           |                |
|  | Marcatori | 19’ Costantino |

| 26 novembre 2017 16ª giornata |  | – Turno di riposo Sudtirol |  |  |

| Arbitro: | Di Cairano (Ariano Irpino) |

|                           |           |                |
| Ranellucci 11’ Guerra 16’ | Marcatori | 85’ Costantino |

| Bolzano 9 dicembre 2017, ore 14:30 CET 18ª giornata | Südtirol         | 0 – 0 referto | Ravenna | Stadio Druso (913 spett.)\| Arbitro: \| Vigile (Cosenza) \| |
| Arbitro:                                            | Vigile (Cosenza) |               |         |                                                             |

| Arbitro: | Andreini (Forlì) |

|  |           |                |
|  | Marcatori | 54’ Costantino |

#### Girone di ritorno
| Arbitro: | Zingarelli (Siena) |

|                  |           |                      |
| Kouko 27’ (rig.) | Marcatori | 29’ (aut.) Mondonico |

| Arbitro: | Tursi (San Giovanni Valdarno) |

|  |           |                |
|  | Marcatori | 63’ Candellone |

| Arbitro: | Longo (Paola) |

|                                 |           |                       |
| Costantino 49’ Bajic 86’ (aut.) | Marcatori | 69’ (rig.) Bracaletti |

| Arbitro: | Acanfora (Castellammare di Stabia) |

|               |           |  |
| Venitucci 30’ | Marcatori |  |

| Arbitro: | De Tullio (Bari) |

|                       |           |                    |
| Costantino 78’ (rig.) | Marcatori | 68’, 70’ E. Marchi |

| Arbitro: | Pasciuta (Agrigento) |

|                       |           |  |
| Costantino 55’ (rig.) | Marcatori |  |

| 18 febbraio 2018 26ª giornata | Modena | – Gara non disputata per l'esclusione del Modena dal torneo | Südtirol |  |

| Arbitro: | Meleleo (Casarano) |

|                |           |             |
| Costantino 16’ | Marcatori | 70’ Guidone |

| Arbitro: | Tursi (San Giovanni Valdarno) |

|               |           |  |
| Bussaglia 52’ | Marcatori |  |

| Bolzano 11 marzo 2018, ore 14:30 CET 29ª giornata | Südtirol        | 0 – 0 referto | Renate | Stadio Druso (1 000 spett.)\| Arbitro: \| Moriconi (Roma) \| |
| Arbitro:                                          | Moriconi (Roma) |               |        |                                                              |

| Arbitro: | D'Ascanio (Ancona) |

|  |           |            |
|  | Marcatori | 86’ Sgarbi |

| Arbitro: | Lorenzin (Castelfranco Veneto) |

|              |           |  |
| Sgarbi 90+2’ | Marcatori |  |

| Arbitro: | Meraviglia (Pistoia) |

|                |           |            |
| Costantino 42’ | Marcatori | 69’ Mattia |

| Arbitro: | Sozza (Seregno) |

|                                    |           |           |
| Altinier 28’ Cesarini 90+4’ (rig.) | Marcatori | 49’ Gyasi |

| Arbitro: | Garofalo (Torre del Greco) |

|                   |           |  |
| Fink 17’ Tait 40’ | Marcatori |  |

| 15 aprile 2018 35ª giornata |  | – Turno di riposo Sudtirol |  |  |

| Arbitro: | Gariglio (Pinerolo) |

|                                          |           |                          |
| Gyasi 8’ Costantino 55’ Frascatore 90+3’ | Marcatori | 32’ Guerra 71’ M. Marchi |

| Arbitro: | Luciani (Roma) |

|               |           |                     |
| Marzeglia 48’ | Marcatori | 17’, 40’ Candellone |

| Arbitro: | Cipriani (Empoli) |

|                      |           |  |
| Candellone 6’ (rig.) | Marcatori |  |

### Play off
| Arbitro: | Prontera (Bologna) |

|                               |           |                     |
| Tait 35’ (aut.) Jefferson 90’ | Marcatori | 59’, 73’ Costantino |

| Arbitro: | Valiante (Salerno) |

|                                 |           |  |
| Costantino 48’ Candellone 90+6’ | Marcatori |  |

| Arbitro: | Dionisi (L'Aquila) |

|           |           |  |
| Cia 90+1’ | Marcatori |  |

| Arbitro: | Volpi (Arezzo) |

|                                    |           |  |
| Baclet 69’ Frascatore 90+4’ (aut.) | Marcatori |  |

### Coppa Italia Serie C
| Squadra   | P.ti | G | V | N | P | GF | GS | DR |
| --------- | ---- | - | - | - | - | -- | -- | -- |
| Triestina | 3    | 2 | 1 | 0 | 1 | 4  | 1  | +3 |
| Mestre    | 3    | 2 | 1 | 0 | 1 | 3  | 4  | -1 |
| Südtirol  | 3    | 2 | 1 | 0 | 1 | 1  | 3  | -2 |

| Arbitro: | Donda (Cormons) |

|                                 |           |  |
| Beccaro 4’ Bussi 60’ Fabbri 79’ | Marcatori |  |

| Arbitro: | Luciani (Roma) |

|                |           |  |
| Costantino 33’ | Marcatori |  |

## Statistiche di squadra

### Statistiche di squadra
| Competizione         | Punti | In casa | In casa | In casa | In casa | In casa | In casa | In trasferta | In trasferta | In trasferta | In trasferta | In trasferta | In trasferta | Totale | Totale | Totale | Totale | Totale | Totale | DR |
| Competizione         | Punti | G       | V       | N       | P       | Gf      | Gs      | G            | V            | N            | P            | Gf           | Gs           | G      | V      | N      | P      | Gf     | Gs     | DR |
| -------------------- | ----- | ------- | ------- | ------- | ------- | ------- | ------- | ------------ | ------------ | ------------ | ------------ | ------------ | ------------ | ------ | ------ | ------ | ------ | ------ | ------ | -- |
| Serie C - Girone B   | 55    | 17      | 9       | 6       | 2       | 24      | 12      | 17           | 6            | 4            | 7            | 13           | 16           | 34     | 15     | 10     | 9      | 37     | 28     | +9 |
| Coppa Italia Serie C | -     | 1       | 1       | 0       | 0       | 1       | 0       | 1            | 0            | 0            | 1            | 0            | 3            | 2      | 1      | 0      | 1      | 1      | 3      | -2 |
| Play-off             | -     | 2       | 2       | 0       | 0       | 3       | 0       | 2            | 0            | 1            | 1            | 2            | 4            | 4      | 2      | 1      | 2      | 5      | 4      | +1 |
| Totale               | -     | 20      | 12      | 6       | 2       | 28      | 12      | 20           | 6            | 5            | 9            | 15           | 23           | 40     | 18     | 11     | 11     | 43     | 35     | +9 |